# Dimecoenia fuscifemur
Dimecoenia fuscifemur är en tvåvingeart som beskrevs av Steyskal 1970. Dimecoenia fuscifemur ingår i släktet Dimecoenia och familjen vattenflugor. Inga underarter finns listade i Catalogue of Life.